# Cecilienhof

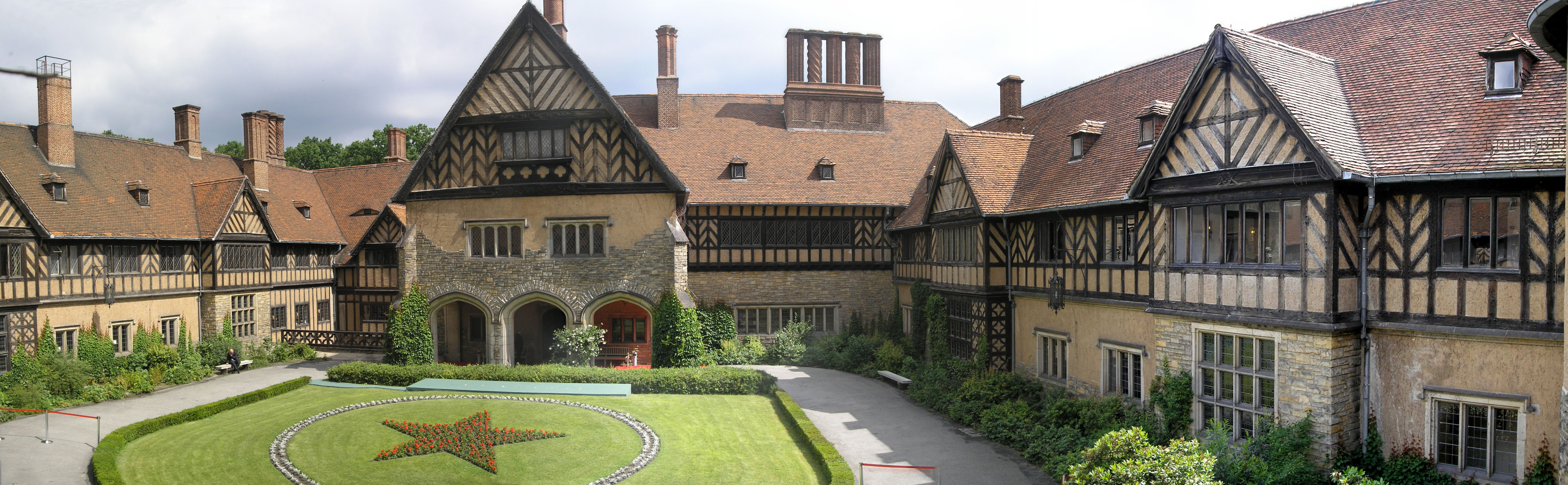
Schloss Cecilienhof

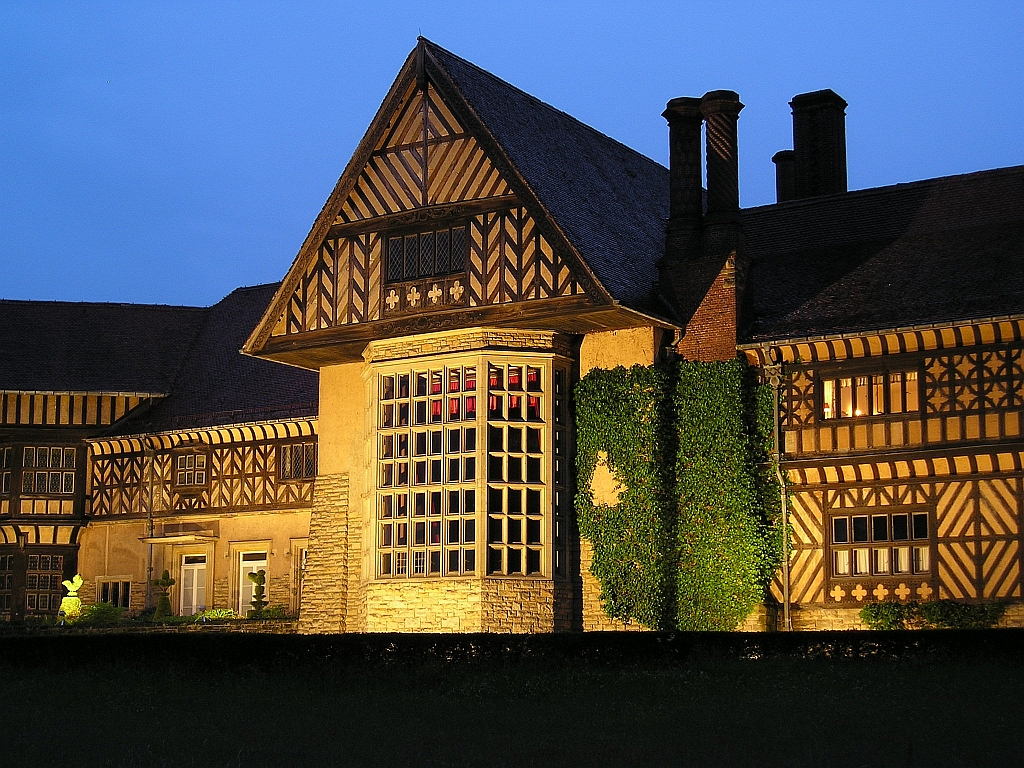
Cecilienhof på kvällen

Cecilienhof är ett slott i Potsdam sydväst om Berlin i Tyskland, beläget i norra delen av Neuer Garten vid Jungfernsee. På Cecilienhof hölls Potsdamkonferensen under sommaren 1945, vid vilken överlades om hur det besegrade Tyskland skulle administreras efter andra världskriget.
Slottet, som var det sista slottsbygget huset Hohenzollern inledde, byggdes för kronprins Wilhelm och hans maka Cecilie av Mecklenburg-Schwerin. Huset byggdes i engelsk tudorinspirerad lanthusstil efter ritningar av Paul Schultze-Naumburg 1914-1917. Familjen bebodde slottet fram till i februari 1945. Numera fungerar slottet delvis som exklusivt hotell, delvis som museum.
Sedan 1990 är Cecilienhof upptaget av Unesco som del av världsarvet Palats och parker i Potsdam och Berlin.